# Georg Limnäus

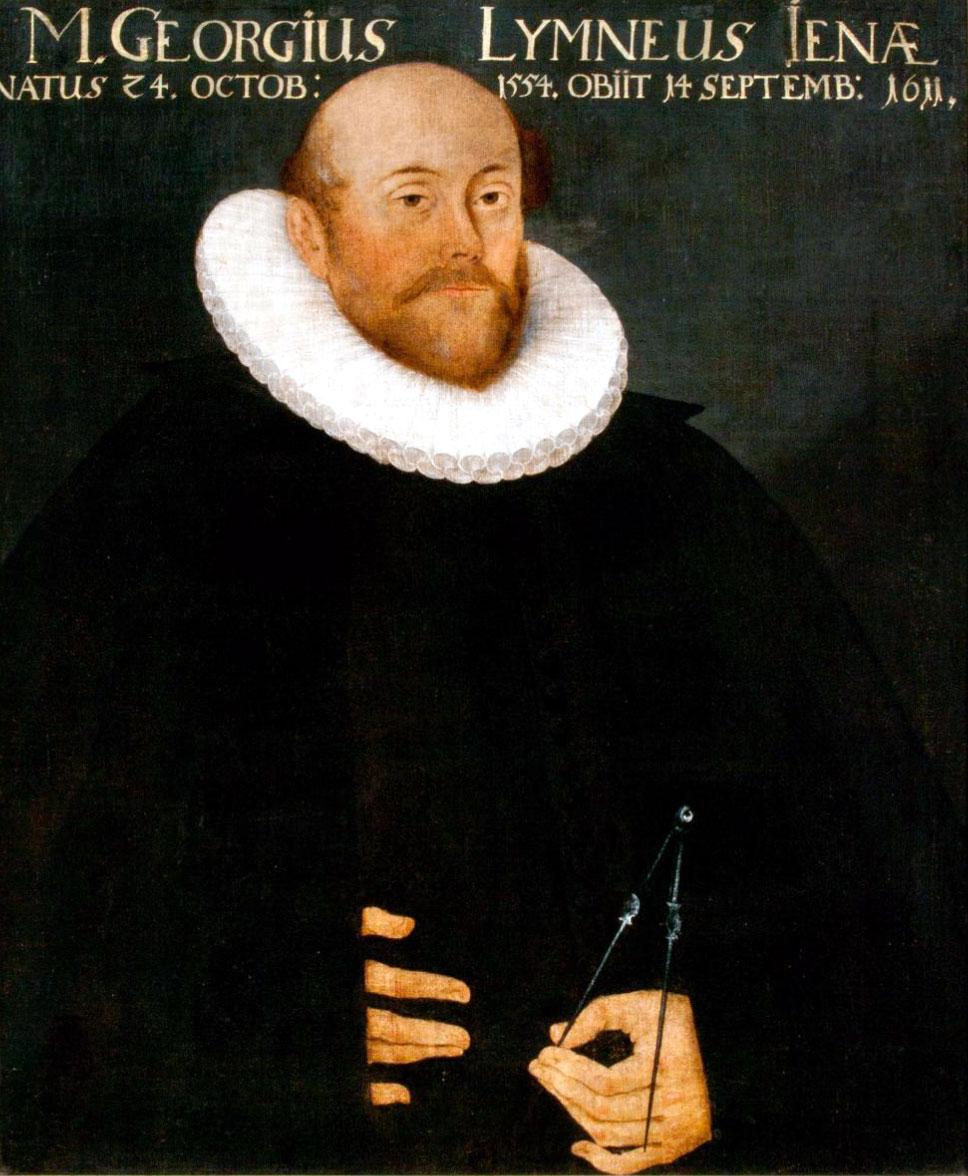
Georg Limnäus

Georg Limnäus auch: Wirn, Lymneus, Limnaeus (* 23. Oktober 1554 in Jena; † 15. September 1611 ebenda) war ein deutscher Mathematiker, Astronom und Bibliothekar.

## Leben
Georg Limnäus' Vater Antonius Wirn stammte aus der Schweiz und trat als Soldat in die Dienste von Johann Friedrich von Sachsen. Als solcher war er Stückhauptmann und Kommandant des Schlosses Leuchtenburg an der Saale. Nach seiner Dienstzeit zog er nach Jena, wo er sich als Schlosser und Büchsenmacher seinen Lebensunterhalt verdiente. Georg Limnäus besuchte die Stadtschule in Jena und immatrikulierte sich im Sommersemester 1571 an der Universität Jena (Salana). Hier besuchte er die Vorlesungen an der philosophischen Fakultät, gräzisierte den Sitten der damaligen Zeit seinen Namen in Limnäus und erwarb 1581 den akademischen Grad eines Magisters der Philosophie. Mit einigen Adligen der Familie Hutten zog er an die Universität Heidelberg, wo er sich zwei Jahre lang aufhielt. 1588 kehrte er nach Jena zurück, wo er Professor der Mathematik und erster Bibliothekar der Universitätsbibliothek wurde. Seine Vorlesungen behandelten die Fixsternsphäre und die Anfänge der sphärischen Trigonometrie. Dabei stützte er sich auf das Lehrbuch des Johannes de Sacrobosco. 
Außerdem las er über Geographie, Geodäsie, Kosmographie, Theorie der Planeten, den Gebrauch astronomischer Tafelwerke, allgemeine Chronologie und wissenschaftliches Rechnen. Limnäus, der sich mit dem Kopernikanischen Weltbild auseinandersetzte, hinterließ fünf handschriftliche Werke und genoss ein hohes Ansehen als Astrologe. So stand er mit Johannes Kepler, Galileo Galilei, Tycho Brahe und Nicolaus Reimers in Kontakt. 1594 richtete sich Limnäus ein kleines Observatorium ein und wurde somit Gründer der ersten Sternwarte in Jena. Als Hochschullehrer der Salana beteiligte er sich auch an den organisatorischen Aufgaben. So war er sechs Mal Dekan der philosophischen Fakultät und  war in den Sommersemestern 1593 und 1609 Rektor der Universität Jena. Lymnäus und seine Frau wurden Opfer der 1611 grassierenden Pest in Jena. 
Limnäus verheiratete sich am 3. Februar 1589 in Heldburg mit Anna Murhart (auch: Moratha; † 1. September 1611 in Jena), der Witwe des Pfarrers in Birkenfeld Mag. Johann Breuning. Aus der Ehe gingen der Jenaer Bibliothekar Wolfgang Limnäus (* 10. September 1590 in Jena; † 9. September 1617 ebd.) und der bekannte Rechtspublizist Johannes Limnäus hervor.